# Операция «Белград»
«Операция „Белград“» (серб. Операција Београд, хорв. Operacija Beograd) — югославский кинофильм 1968 года режиссёра Живорада Митровича.

## Сюжет
Сентябрь 1943, над Югославией сбит советский самолет, в котором находился советский офицер связи полковник Андрей Блок, летевший на встречу «Большой тройки» в Касабланке. Получив серьёзные ранения, он был доставлен в лазарет СС в Белграде, куда для его допроса из Берлина срочно прилетел штандартенфюрер Вилли Фукс.  Белградское подполье получает приказ любой ценой вытащить Блока, а если не удастся - ликвидировать его.  Подпольщики, работники Чукарицкой сахарной фабрики, решают сложную нравственную проблему - сделать ли всё возможное, чтобы спасти одного человека, или пожертвовать им, чтобы спасти жизни других людей.

## В ролях
| Актёр                                             | Роль                                     |
| ------------------------------------------------- | ---------------------------------------- |
| Душан Булаич                                      | Коста,"Профессор"                        |
| Александар Гаврич                                 | Мартин                                   |
| Велимир "Бата" Живойинович (озвучивает Воя Мирич) | штандартенфюрер СС Вилли Фукс            |
| Душица Жегарац                                    | Бранка                                   |
| Фарук Беголли (озвучивает Любиша Самарджич)       | Яша                                      |
| Ксения Йованович                                  | Лола                                     |
| Павле Богатинчевич                                | штурмбаннфюрер Бергхем, шеф лазарета СС  |
| Стоян Аранджелович                                | инвалид Лука                             |
| Марко Тодорович                                   | майор Паоло Бернини                      |
| Раско Тадич                                       | полковник Андрей Блок                    |
| Здравка Крстулович                                | Кристина Шмитт                           |
| Северин Биелич                                    | Тимотие Тиминг, начальник охраны фабрики |
| Предраг Тасовац                                   | Врач                                     |
| Деса Берич                                        | Зорица                                   |
| Воислав Говедарица                                | Илегалац                                 |
| Джордже Елисич                                    | продавец                                 |
| Никола Йованович                                  | Редер                                    |
| Златибор Стоимиров                                | машинист                                 |
| Властимир Стоилькович                             | инженер Воя                              |
| Душан Тадич                                       | Марко                                    |
| Танасие Узунович                                  | гауптштурмфюрер Фёрстер                  |
| Богдан Якуш                                       | солдат                                   |
| Эуген Вербер                                      | шеф белградской полиции                  |
| Дамьян Клашня                                     | немецкий офицер                          |